# Ernst Zahn

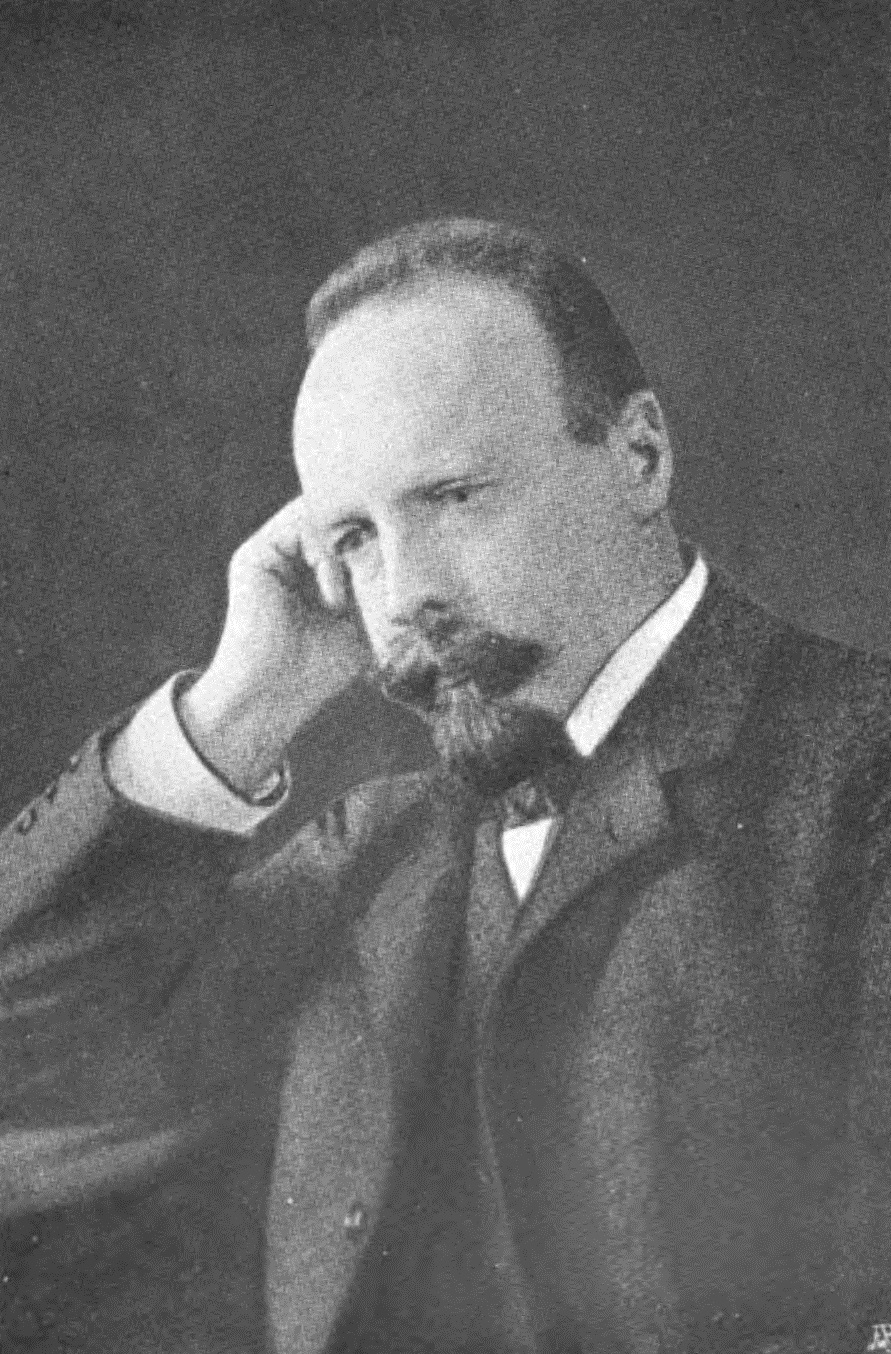
Ernst Zahn.

Ernst Zahn, född den 24 januari 1867 i Zürich, död den 12 februari 1952 i Meggen, var en schweizisk tyskspråkig författare.
Zahn, som  1883 blev kypare i sin fars restaurang i Göschenen och 1894 delägare av den, utnämndes av universitetet i Genève till hedersdoktor och var president i Uris kantonalråd. Han var en ytterst alsterrik hembygdsskildrare, som med smakfull form och god teknik förenade en ingående kännedom om sin motivvärld och ett redligt uppsåt. Han var i eminent grad skildraren av Alperna och folket där; karaktärer, levnadsöden och problem blir hos honom gärna typiska. Flera av hans berättelser är ypperliga konstverk; i sina senare arbeten övergick han i viss mån till att bli förströelseförfattare. 
Bland hans verk, som alla utgick i många upplagor, kan nämnas Herzenskämpfe (1893), Bergvolk (1896), Neue bergnovellen (1898), Erni Behaim (samma år), Menschen (1900), Herrgottsfäden (1901; "Vår Herres trådar", 1919), Albin Indergand (1901; "Kyrkoherden i Anderhalden", 1915), Die Clari-Marie (1904; svensk översättning 1921), Helden des alltags (1905; "Vardagslivets hjältar", 1918), Tirnwind (1906), Lukas Hochstrassers haus (1907; "Storbonden", 1917), Die da kommen und gehen (1908), Einsamkeit (1909; "Ensamhet", 1916; 3:e upplagan 1919), Die frauen von Tannò (1911; "Kvinnorna  i Tannò", 1920), Der apotheker von Klein-Weltwil (1914) och Die liebe des Severin Imboden (1915; "Severin Imbodens kärlek", 1918). Zahns Gesammelte werke började utges 1909. Han debuterade 1919 som dramatiker med skådespelet Johannes A Pro.